# Museo Etnológico de Villarreal
El Museo Etnológico Municipal (en valenciano Museu Etnològic Municipal) es un museo situado en la localidad valenciana de Villarreal (Castellón, España). Se encuentra ubicado en el Eremitorio de Nuestra Señora de Gracia, situado a dos kilómetros de la población, y en un promontorio a orillas del río Mijares.
La escalera de acceso al museo se inicia en una sala abovedada que puede presumirse como el espacio de la primitiva ermita de la Virgen. Todo el recinto está decorado con zócalos de azulejería renacentista y barroca, procedentes del palacio de los Cucaló de Montull, que se alzó en el centro urbano de Villarreal hasta mediados de este siglo.
El Museo Etnológico Municipal, instalado en la ermita tras la restauración del edificio en 1986, consta de salas de etnología, en las que reúnen una amplia exposición de herramientas y utensilios de la cultura popular de la localidad.
Dos salas menores reproducen ambientes de la vida en el hogar y, una amplia vitrina muestra una singular colección de piezas de ropa de distintas épocas.
En una segunda sala se muestra la historia económica de La Plana a través de la cerámica. Estando presente en ella una interesante colección de azulejería gótica y de cerámica, de forma que abarca desde el neolítico hasta el siglo XIX.
Se completa el Museo Etnológico con una sala rehabilitada en el coro del Ermitorio dedicada a la etnología religiosa popular. 